# IGF2BP3
IGF2BP3‏ (Insulin like growth factor 2 mRNA binding protein 3) هوَ بروتين يُشَفر بواسطة جين IGF2BP3 في الإنسان.